# Marthe Angéline Minja
Marthe Angéline Minja, née au Cameroun et morte le 28 décembre 2023 à Rabat (Maroc), est une administratrice camerounaise. Elle est la directrice générale de l'Agence de Promotion des Investissements au Cameroun (API) depuis 2010.

## Biographie

### Enfance et éducation
Marthe Angéline Minja est née et a grandi au Cameroun[Quand ?]. Elle est titulaire d'une maîtrise en sciences de gestion obtenue à l'Université de Paris 1 Panthéon-Sorbonne  et d'un diplôme d'école de commerce obtenu à l'école de commerce de Neuilly-sur-Seine.

### Carrière
Elle est nommée à la tête de l'Agence de Promotion des Investissements, Cameroun (API) en 2010 par le président du Cameroun Paul Biya. Elle est la première femme à diriger l'institution,. À la tête de l'API du Cameroun, elle a pour mission de construire l'image du Cameroun et de le rendre attractif pour les investisseurs étrangers,, ce qu'elle fait depuis sa nomination,,.
Marthe Angéline Minja est chargée de la mise en œuvre de la loi de 2013 sur les incitations à l'investissement privé au Cameroun. Un peu plus de six ans après la mise en œuvre effective de cette loi, 225 conventions avec divers investisseurs nationaux et étrangers ont déjà été signées,, pour des intentions d'investissement cumulées s'élevant à 3,846 milliards de FCFA et environ 74 000 emplois prévus, affirmait l'API,,.
Elle est déterminée à continuer à piloter l'Agence de Promotion des Investissements vers plus d'investisseurs, tout en donnant l'exemple aux jeunes filles. 

### Vie privée
Marthe Angéline Minja est mariée et mère. Elle décède le 28 décembre 2023 à Rabat au Maroc, de complications survenues à la suite d'un AVC qu’elle a subi au début du mois de décembre.